# Centaur Theatre
Pour les articles homonymes, voir Centaur.

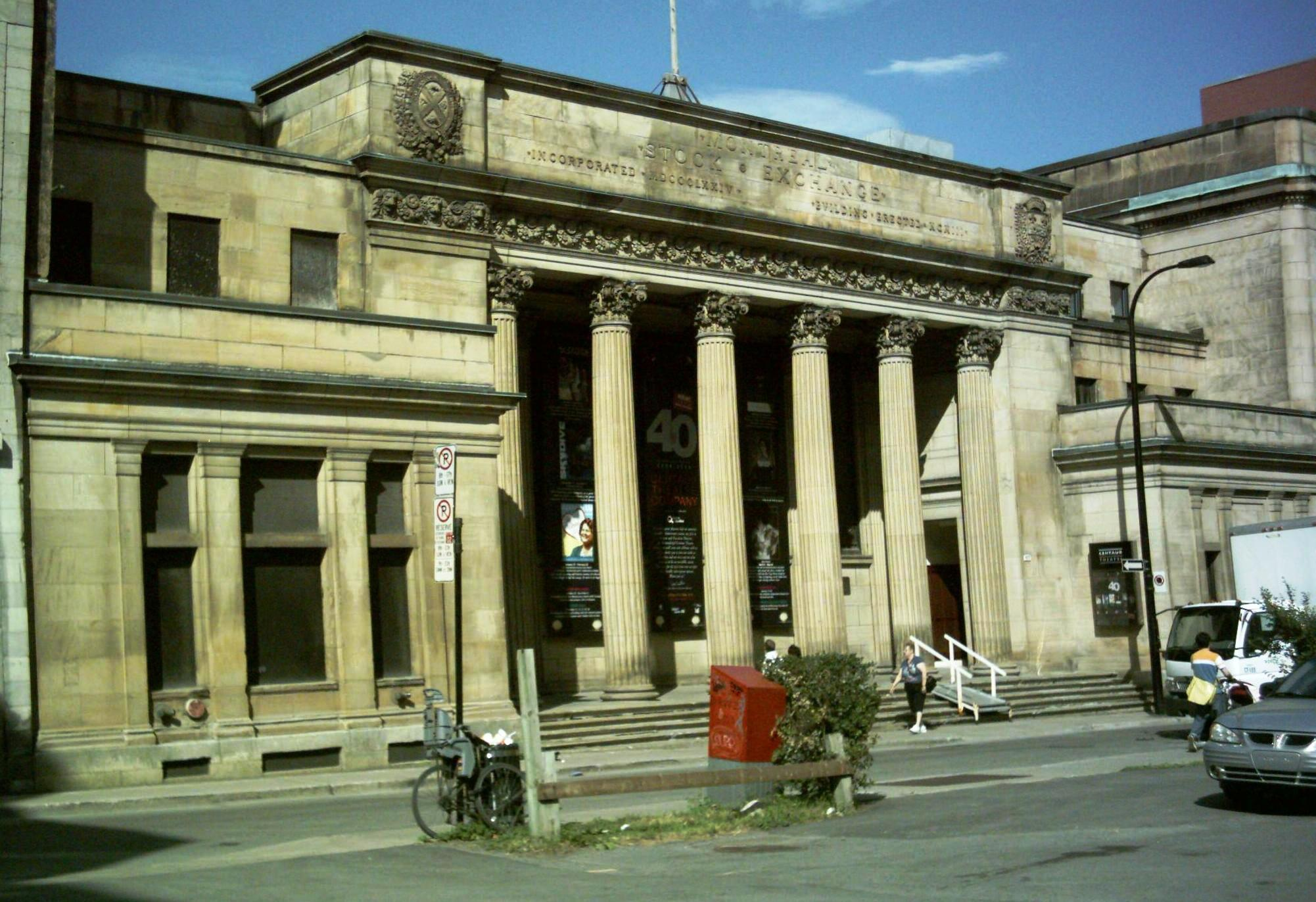
Le Théâtre Centaur, anciennement l'édifice de la Bourse de Montréal.

Le Centaur Theatre est une compagnie et un théâtre anglophone situé rue Saint-François-Xavier à Montréal. Il a été fondé en 1969 par Maurice Podbrey (en).

## Historique
Le Centaur loue dès 1969 un auditorium de 220 places dans l'ancien édifice de la Bourse, au 453 rue Saint-François-Xavier, dans le Vieux-Montréal.
La bourse de Montréal fait construire cet édifice en 1903-1904. L’institution financière en confie en 1902 la conception à l’architecte américain George Browne Post qui a travaillé avec les architectes montréalais Edward et William Sutherland Maxwell. Des modifications sont apportées au bâtiment en 1928-1929 par Kenneth Guscotte Rea, avec l'ajout d’un étage sur une partie de l’aile droite de l’édifice lors de la construction de l’édifice voisin du Montreal Curb Market,.
En 1974, la compagnie achète ce bâtiment historique et le rénove au coût de 1,3 million de dollars suivant les plans de l'architecte Victor Prus. L'année suivante, le complexe théâtral de l'ancienne Bourse inaugure deux salles de spectacles : le théâtre original, rebaptisé Centaur 1 de 250 places, et une nouvelle salle appelée Centaur 2 de 440 places.
Entre 1996 et 1999, le complexe du théâtre Centaur fait l'objet de plusieurs rénovations importantes au coût de 2,1 millions de dollars. Conçues par l'architecte montréalais Éric Gauthier, ces rénovations améliorent considérablement le confort du complexe en offrant un accès facile et en prévoyant de la place pour deux galeries d'art.